# Dennis Poore
Roger Dennistoun Poore conosciuto come Dennis (Paddington, 19 agosto 1916 – Kensington, 12 febbraio 1987) è stato un pilota automobilistico britannico.

## Carriera
Nella Formula 1 ha gareggiato con la squadra Connaught, con la quale corse due Gran Premi del Campionato Mondiale 1952 conquistando tre punti iridati.
La sua carriera nel mondo dell'automobilismo era più che altro quale gentleman driver, la sua attività principale fu invece nell'imprenditorialità, quale dirigente di una multinazionale come la Manganese Bronze Holdings PLC. Durante i suoi anni di dirigenza avvenne anche il tentativo di salvare l'industria motociclistica inglese dalla bancarotta con l'unione dei marchi più importanti (Norton, Triumph e BSA) sotto un'unica bandiera, quella del gruppo Norton Villiers Triumph che ebbe in ogni caso vita breve
Morì a Kensington (Londra).